# Rhona Fetzer
Rhona Fetzer (* 18. September 1963 in Reutlingen) ist eine deutsche Juristin und Richterin im Zweiten Senat des Bundesverfassungsgerichts. Zuvor war sie Vorsitzende Richterin am Bundesgerichtshof.

## Werdegang
Nach der Beendigung der juristischen Ausbildung im Rahmen der einstufigen Juristenausbildung an der Universität Konstanz arbeitete Fetzer zunächst als Rechtsanwältin mit einer Stelle als freie Mitarbeiterin in einer Rechtsanwaltskanzlei. Sie begann ihre Richterkarriere 1992. In der Zeit als Richterin auf Probe wurde sie als Staatsanwältin und Richterin am Landgericht Baden-Baden sowie an den Amtsgerichten Achern und Rastatt eingesetzt. Sie promovierte 1994 zum Thema Die Haftung des Staates für legislatives Unrecht bei Hartmut Maurer an der Universität Konstanz.
Die Ernennung zur Richterin am Landgericht Baden-Baden erfolgte 1995. Sie wurde 1999 bis 2002 an den Bundesgerichtshof abgeordnet, um dort als wissenschaftliche Mitarbeiterin tätig zu sein. Fetzer wurde 2003 Vorsitzende Richterin am Landgericht Karlsruhe und 2008 Richterin am Oberlandesgericht Karlsruhe. Zum 1. Juli 2009 wurde sie im Alter von 45 Jahren zur Richterin am Bundesgerichtshof ernannt. Sie gehörte dort seither dem für Leasing-, Wohnraummiet- und Kaufrecht zuständigen VIII. Zivilsenat an. Mit der Ernennung zur Vorsitzenden Richterin im Mai 2022 übernahm Fetzer den Vorsitz des VIII. Zivilsenats.
Am 15. Dezember 2022 wählte der Bundestag Fetzer zur Richterin des Bundesverfassungsgerichts, nachdem sie zuvor von der SPD im Wahlausschuss vorgeschlagen wurde. Die Ernennung erfolgte am 11. Januar 2023. Sie übernahm die Richterstelle von Monika Herrmanns im zweiten Senat.